# 크라우드소싱
크라우드소싱(crowdsourcing)은 기업활동의 전 과정에 소비자 또는 대중이 참여할 수 있도록 일부를 개방하고 참여자의 기여로 기업활동 능력이 향상되면 그 수익을 참여자와 공유하는 방법이다. 하지만 이것들은 그것이다. '대중'(crowd)과 '외부 자원 활용'(outsourcing)의 합성어로, 전문가 대신 비전문가인 고객과 대중에게 문제의 해결책을 아웃소싱하는 것이다.
이전에는 해당 업계의 전문가들이나 내부자들에게만 접근 가능하였던 지식을 공유하고, 제품 혹은 서비스의 개발과정에 비전문가나 외부전문가들의 참여를 개방하고 유도하여 혁신을 이루고자 하는 방법이다. 내부의 전문가나 해당 분야 전문가들은 소유한 자원 및 결과를 공유하고 개방하여 해당 또는 다른 분야 전문가 혹은 일반 대중과 함께 연구 개발을 진행하게 된다. 이를 통해 한정적인 내부의 인적 자원에만 의존하지 않고 많은 외부의 인적 자원의 도움을 받을 수 있으며 또한 외부인은 이러한 참여를 통해 자신들에게 더 나은 제품,서비스를 이용하게 되거나 이익을 공유하는 것도 가능하다. 웹 2.0으로 가능해진 새로운 다양한 가능성 중 핵심적인 것 중 하나이다. 크라우드 소싱이라는 말은 제프 하우(Jeff Howe)에 의해 2006년 6월 와이어드(Wired) 잡지에 처음 소개되었다.

## 크라우드소싱 해설

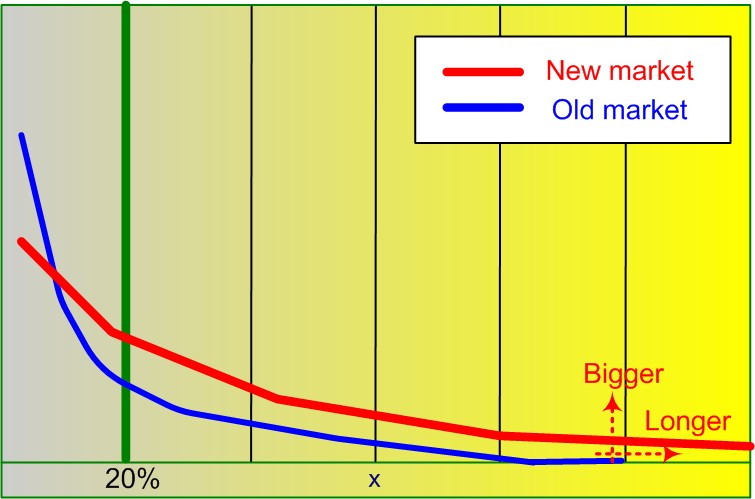
크라우드소싱을 적용하면 꼬리 부분의 경영 기여가 커지고 길어진다.

### 크라우드소싱의 예
크라우드소싱을 성공적으로 활용하여 비지니스에 혁신을 일으키고 있는 경영의 예로 InnoCentive, 아마존 그리고 Goldcorp, Cambrian House, 도미노피자의 Think Oven 등을 들 수 있다. InnoCentive는 과학 기술, 아마존은 인공 지능 그리고 Goldcorp은 금광 탐구를 참여자들과 공개적으로 수행하고 있으며 Cambrian House는 창업아이템 아이디어를 공모하여 비지니스로 연결시켜주는 일을 한다. 이들은 문제점을 공유할 뿐만 아니라 해결하는 참여자에게 적절한 보상을 주어 참여를 유도한다.
전문가가 풀지 못한 문제를 대중이 풀다.
1989년 3월 24일 21만5000톤의 대형 유조선 발데스호가 알래스카를 지나던 중 암초에 부딪쳐 좌초됐다. 이 사고로 유조선에서는 새어 나온 24만 배럴의 기름은 알래스카의 해안을 덮쳤다. 오염된 인근 해안가의 길이는 무려 1,600km에 달했고 이로 인해 바닷새 25만 마리와 해달 2,800마리, 물개 300마리, 대머리 독수리 250마리와 연어 수백만 마리가 떼죽음을 당한 사상 최대의 해양오염사고였다.
이후 20여년 동안 수십 척의 바지선을 통해 기름을 수거했지만 혹한의 날씨 때문에 기름이 물과 함께 얼어붙어 분리가 원활히 이루어지지 않아 기름을 전량 수거하는 데에는 실패하였다. 세계 유수의 과학자들과 관련 전문가들이 이 문제를 해결하기 위해 달려들었지만 20여년간이나 문제를 해결하지 못하고 있었다.
이에 세계기름유출연구소(OSRI)는 2만달러의 상금을 걸고 이노센티브를 통해 대중에게 문제를 제시하였다. 주부, 학생 등 수천 명이 아이디어를 올렸고, 그 중 한 사람이 진동기계로 오일에 자극을 주자는 아이디어를 냈다. 이 아이디어로 물과 기름의 분리가 원활하게 되어 기름을 모두 걷어낼 수 있게 되었다.
이 아이디어를 낸 사람은 존 데이비스라는 평범한 시멘트 회사의 직원이었다. 존 데이비스는 시멘트를 굳지 않게 하기 위해 계속 레미콘 트럭이 시멘트를 젓는 것에서 착안하여 아이디어를 냈고, 이 아이디어가 20여년을 끌고 온 문제를 말끔히 해결하였다.
이노센티브를 통해 전문가가 아닌 비전문가가 문제를 해결한 케이스는 이 외에도 수없이 많으며, 이미 이노센티브는 보잉, 듀퐁, LG화학 등의 대기업들을 고객으로 확보하고 있다.
미국 과자 브랜드 DORITOS는 미국 Super Bowl(프로미식축구 챔피언 결정전) 시간대에 나갈 광고를 크라우드소싱을 통해 공모하였다. 우승작은 실제 슈퍼볼 광고 시간에 전파를 타고, 1만 달러의 상금을 받게 될 것을 약속했다. 미국 전역에서 1,071건의 작품이 접수되고, 1백만명의 방문자가 평균 5분 이상 웹사이트에 머무르며 광고를 시청하였다. DORITOS는 이를 통해 공모 기간 중 매출이 전년 대비 12% 증가하는 등 총 3천만달러의 광고효과를 창출할 수 있었다.

### 변형된 크라우드소싱
크라우드소싱은 협력하는 인력의 수를 늘림으로 혁신에 성공할 확률을 높인다. 하지만 인력의 수를 늘릴수록 관리비용이 계속 증가하게 된다. 이 모순을 극복하는 보편적인 방법이 web 2.0의 활용이다. 진보된 방법으로 iTunes 'university' 서비스를 예로 들 수 있다. 생산된 지식의 다양성에 대한 폭을 줄였으나 선택의 폭을 우수한 외부 자원에 한정하므로 비용을 효과적으로 설계한 변형된 크라우드소싱 방법이다.

### 크라우드소싱의 원리
크라우드소싱은 롱테일 현상을 활용하는 방법 중 하나이다. 롱테일 현상에 근거한 경영 방법은 우수한 인력에 집중하는 파레토 경영 방법이 아니라 인력 활용을 다양화하는 경영 방법이다. 인력활용을 다양화하는 방법은 온라인을 통해 사회적 네트웍을 이용하는 온라인 접근 방법, 온라인/오프라인에서 협력하는 인력의 절대적인 수를 늘리는 방법, 전공이 다른 다양한 인력이 포진하도록 하는 경영 방법 등이 있다. 파레토가 고도의 희소성을 확보한 소수 인력에 대한 효율적 경영 방법을 다룬다면 롱테일은 인력의 다양성 확보를 다루고 있다. 파레토식 접근과 롱테일식 접근을 대조적인 것으로 보는 시각도 있지만 서로 추구하는 바가 다르므로 상호 보완적으로 보는 경우도 있다.

## 수학적 원리 설명
인력 활용의 다양화 경영 방법 중 인력의 절대적인 수를 늘리는 경우에 대해 설명한다. 확률 함수를 통해 수학적으로 설명한다. 인력간 보유 지식의 상관도를 무시한 경우와 고려한 경우에 대해 각각 설명한다.

### 인력간 상관도 무시
각 인력간에는 보유 지식의 상관도가 없다는 가정하에 원리를 설명한다. 다음은 파레토 확률 함수로 인력이 발휘하는 역량을 순서대로 표시한다.
{\displaystyle \Pr(X>x)=\left({\frac {x}{x_{\mathrm {m} }}}\right)^{-k}}
여기서 X는 파레토 분포에서의 확률변수이며 X의 확률은 위에서 주어진 함수에서 항상 x보다 크다.
{\displaystyle x_{\mathrm {m} }}과 파레토 지수로 불리기도 하는 상수 k는 0보다 큰 실수이며 {\displaystyle x}는 0에서 양의 무한대까지 실수로 표현된다.
설명의 편의를 위해 확률변수의 값들인 {\displaystyle P<T\ll L}를 정의한다. L은 P나 T에 비해 매우 크다. T은 off-line에서 접할 수 있는 역량순으로 마지막 인력의 번호이다. 조직 안의 인력 등이 off-line 인력에 해당한다. P는 상위 20% 순서에 해당하는 인력의 번호이다. L은 on-line으로 접할 수 있는 조직 밖의 비전문가의 마지막 번호이다. 여기서 비전문가는 조직안의 내용을 잘 모르는 외부 전문가도 포함한다. 기본적으로 {\displaystyle Pr(x<P)=0.8Pr(x<T)}이고 {\displaystyle Pr(x<T)<Pr(x<L)}와 같다. 그러나 진정한 롱테일과 크라우드소싱을 이해하기 위해서는 확률 분포뿐 아니라 비용까지 보아야 한다. On-line을 통한 비용인 {\displaystyle C_{\mathrm {On} }(x)}이 off-line을 통한 비용인 {\displaystyle C_{\mathrm {Off} }(x)}에 비해 저렴하다고 전재하자. Off-line의 경우 비용의 효율적 사용을 위해 P까지 우수한 인재에 집중하는 것이 비용대비 효과를
{\displaystyle {\frac {\Pr(X>P)}{C_{\mathrm {Off} }}}>{\frac {\Pr(X>T)}{C_{\mathrm {Off} }(T)}}}
와 같이 늘리게 된다. 상대적으로 비용이 저렴한 on-line를 고려할 경우 인재를 활용하는 범위를 L순서까지 늘려주는 것이
{\displaystyle {\frac {\Pr(X>L)}{C_{\mathrm {On} }(L)}}>{\frac {\Pr(X>T)}{C_{\mathrm {On} }(T)}}}
와 같이 효과를 높인다. {\displaystyle C_{\mathrm {Off} }(T)\ll C_{\mathrm {On} }(T)}를 기본으로 하고 있듯이, 롱테일의 성공은 on-line을 포함한 고효율 저비용을 이루는 적절한 방법론 (methodology)이 동반되어야 한다.

### 인력간 상관도 고려
수학적 설명 I.에서는 인력간 상관도를 무시하였다. 즉 같은 전공을 가진 인력의 경우, 생산 아이디어에 상관도가 높음에도 불구하고 전혀 없는 경우를 가정하였다. 인력간의 상관도를 고려하기 위해서는 상관도가 있는 인자(인력)를 상관도가 없는 인자로 변화시킬 필요가 있다. 이렇게 되면 원래 인자 수보다 실효 인자 수가 줄어들게 되어 이익이 날 확률에 영향을 주게 된다.
크라우드소싱에 의해 확보한 인력은 일반적으로 상관도가 있게 된다. 상관도가 있는 전체 인자들을 {\displaystyle \mathbf {x} =[x_{1},x_{2},\ldots ,x_{L}]^{T}}라 하자. 여기서 각 인자들의 값은 인력이 보유하고 있는 지식의 특성을 나타낸다. 이 인자들의 상관 특성을 나타내는 상관도 행렬은 {\displaystyle \mathbf {R} _{x}=E[\mathbf {x} \mathbf {x} ^{T}]}와 같이 주어진다. 유니터리 행렬 U 가 {\displaystyle \mathbf {R} _{x}}의 0가 아닌 고윳값에 해당하는 고유벡터들로 이루어졌다고 하자. 변형 행렬 T는 {\displaystyle \mathbf {T} =\mathbf {U} ^{T}}와 같다. 상관도가 제거된 변형 뒤 인자는 {\displaystyle \mathbf {y} =\mathbf {T} \mathbf {x} }와 같이 구해진다. 변형후 벡터 y의 크기인 {\displaystyle L'(\leq L)}가 새로운 인자 수가 된다. 나머지 설명 과정은 인자 수가 L에서 {\displaystyle L'}로 줄어든 것을 제외하고는 수학적 설명 I과 같다.
여기서는 생략이 되었지만 인자의 수는 줄어들어 혁신을 일으키는 가능성 (degree of freedom)은 줄었지만 각 확률값인 가능성 자체는 상관도가 높을수록 커지게 된다. 상관도를 고려한 효과의 측정은
{\displaystyle J_{\mathrm {On} }(L)=\Pr(X>L'){\frac {\rho (\mathbf {R} _{x})}{C_{\mathrm {On} }(L')}}}
와 같이 변형된다. 여기서 {\displaystyle \rho (\mathbf {R} _{x})}는 상관도가 높을수록 증가하는 상관도에 대한 이득 상수이다. 산업이나 정보사회의 비지니스는 {\displaystyle \rho (\mathbf {R} _{x})}값이 높아 동일 지역, 동일 전공자를 통한 업무가 효율성이 높았다. 지식 사회의 비지니스를 포함하여 새로운 비지니스의 특성이 {\displaystyle \rho (\mathbf {R} _{x})}이 났다면 상관도 줄이는 인력 체계를 갖추는 것이 필요함을 수식을 통해 알 수 있다.
수학적 설명 I과 수학적 설명 II에서 보듯이 크라우드소싱은 두가지 특징이 있다. 첫 번째 크라우드소싱을 활용하기 위해서는 이를 위한 적절한 경영 방법이 추가되어야 한다. 크라우드소싱에서 드는 비용과 활용으로 나오는 이득 사이의 현명한 저울질이 필요하다. 두 번째 크라우드소싱이 추구하는 다양한 인력 활용은 모든 비지니스에서 옳은 선택은 아닐 수 있다.

## 아웃소싱과 크라우드소싱
아웃소싱과 크라우드소싱은 외부의 능력을 활용한다는 의미에서 그 경계가 명확하지 않다. 아웃소싱이 소수 전문가의 도움에 중점을 두었다면 크라우드소싱은 외부의 다수 비전문가에까지 그 영역을 확장시킨다는 점이 다르다. 아웃소싱은 전문가를 찾아서 활용하는 파레토 법칙에 근거한 경영방법이고 크라우드소싱은 다수의 참여자들과 협력하는 롱테일 현상에 근거한 경영방법이다. 또한 아웃소싱은 결과의 질을 높이기 위한 것이고 크라우드소싱은 결과의 양을 늘리기 위한 것이다. 비용을 제공하고 결과를 받는다는 개념에서 벗어나 지식을 공유하고 상호 광범위하게 협력하는 개념으로 발전된다. 그래서 크라우드소싱을 확장된 아웃소싱으로 보는 시각도 있다.
| 항목          | 아웃소싱 (Outsourcing)                   | 크라우드소싱 (Crowdsourcing)            |
| ------------- | ---------------------------------------- | --------------------------------------- |
| 전략 근거     | 전통 죄수의 딜레마 (classcial PD), 1950y | 반복 죄수의 딜레마 (Iterated PD), 1959y |
| 참여 형태     | 소수 전문가 중심 (small experts)         | 다수 비전문가 포함 (many non-experts)   |
| 주요 목적     | 제품의 질 향상 (Improving quality)       | 지식의 범위 확대 (Increasing knowledge) |
| 정보 공유     | 폐쇄형 (Closed)                          | 공개형 (Open)                           |
| 관리 방식     | 경쟁 유발 (Competition based)            | 협력 고려 (Cooperation based)           |
| 데이터 수준   | 정보 (Information)                       | 지식 (Knowledge)                        |
| 참여 자세     | 지식인 (Intelligentsia)                  | 교양인 (Cultured man)                   |
| 수행 이론     | 기술 이론 (technology)                   | 방법론 (Methodology)                    |
| 문제 처리     | 문제 해결자 (Solver)                     | 문제 탐색자 (Seeker)                    |
| 정보 검색     | 정확도 검색 (Matching quality)           | 지능형 검색 (Intelligent search)        |
| 의사 전달     | 수직형 (Command and control )            | 수평형 (Peer pioneers)                  |
| 평가 기준     | 실패 염려 (Measurements of failure)      | 성공 장려 (Do with success)             |
| 결과 특성     | 우수성 (Excellence)                      | 다양성 (Variety)                        |
| 분석 처리     | 사실 분석 (Facts)                        | 결과 전달 (Story)                       |
| 접근 수단     | 이성 수학 (Mathematics)                  | 감성 수학 (Natural languages)           |
| 연구 형태     | 더 깊이 (Deeply)                         | 더 넓게 (Widely)                        |
| 결과 형태     | 단일 (Single)                            | 복합 (Union)                            |
| 참여 자세     | 성실성 (Fidelity)                        | 창의성 (Creativity)                     |
| 생산 한계     | 복잡도 한계 (Complexity limit)           | 창의력 한계 (Originality limit)         |
| 적합 비지니스 | 오프라인 (Off-line)                      | 온라인 (On-line)                        |
| 진행 방법     | 동시성 (Synchronous)                     | 비동시성 (Asynchronous)                 |
| 가치 결정     | 정가 방식 (Fixed price)                  | 경매 방식 (Auction price)               |
| 고객 형태     | 전통적 고객 (Consumer)                   | 프로슈머 (Prosumer)                     |
| 활용 지성     | 개인 지성 (Self intelligence)            | 집단 지성 (Collective intelligence)     |
| 적합 업무     | 현재향 업무 (RecentWise)                 | 미래향 업무 (FutureWise)                |
| 트렌드 법칙   | 메가 트랜드 (Mega-trend)                 | 마이크로 트랜드 (Micro-trend)           |
| 게임 방법     | 일회성 게임 (classical game)             | 반복형 게임 (Iterated game)             |
| 조직 체계     | 단순계 (Simplex system)                  | 복잡계 (Complex system)                 |
| 계산 처리     | 이진 컴퓨팅 (Binary computing)           | 양자 컴퓨팅 (Quantom computing)         |
| 조직 구성     | 고정조직화 (Fixed-organized)             | 자기조직화 (Self-organized), 1970y      |
| 과제 형성     | 하향식 (Top-down)                        | 상향식 (Bottom-up)                      |
| 통계 현상     | 파레토 법칙 (Pareto's law)               | 롱테일 현상 (The long tail)             |

- 약어: PD = 죄수의 딜레마 (Prisoner's dilemma).

## 같이 보기
- 크라우드 펀딩
- 롱테일
- 위키노믹스
- 게임 이론
- 죄수의 딜레마
- 통섭
- 프리코노믹스
- 위키
- 인간 기반 연산
- 혁신
- 오픈 이노베이션
- 파킨슨의 법칙(Parkinson's Law)